# Graphium megaera
Graphium megaera är en fjärilsart som först beskrevs av Otto Staudinger 1888.  Graphium megaera ingår i släktet Graphium och familjen riddarfjärilar. IUCN kategoriserar arten globalt som sårbar. Inga underarter finns listade i Catalogue of Life.